# Griselda Pastor Llopart
Griselda Pastor (Tarragona, 1961) és una periodista catalana, corresponsal a Brussel·les per a la Cadena SER.
S'inicià els estudis en periodisme i es va formar en temes europeus a la Fondation Journalistes en Europe de París durant 1989 i 1990. Comença la seva carrera professional a Ràdio Reus (Cadena SER) i com a corresponsal a Tarragona per a l'Agència EFE. Posteriorment, entre 1990 i 1998, es va encarregar de la informació política de la Cadena SER-Catalunya a Ràdio Barcelona. En 1998, es trasllada a Brussel·les com a corresponsal per la Cadena SER. La seva llarga trajectòria a Brussel·les ha sigut reconeguda amb diferents premis i nominacions. És membre del Consell de l'Associació de Premsa Internacional (API) amb seu en Brussl·les.

## Premis i nominacions
- El 2003, va quedar finalista del XXIX Premi de Periodisme “Cirilo Rodríguez”, convocat per l'Associació de Premsa de Segovia (APS) per a corresponsals i enviats especials de mitjans espanyols a l'estranger.[7]
- El 2004, va rebre el Premi Salvador de Madariaga a la categoria de Ràdio[5].[cal citació]
- El 2018, va rebre el "Premi Ernest Udina a la Trajectòria Europeista” atorgat per l'Associació de Periodistes Europeus de Catalunya (APEC) El jurat valorà “la llarga trajectòria de Griselda Pastor com a corresponsal de la Cadena SER a Brussel·les des d'on ha informat dels principals capítols de la història europea, de l'euro a l'ampliació, de la crisi econòmica a la dels refugiats i el Brexit, entre molts altres” així com l'energia i passió que posa en les seves cròniques radiofòniques” i “l'esforç professional de treballar en el mitjà ràdio a Brussel·les per sintetitzar i explicar l'actualitat europea”.[3][4]